# Холодовая аллергия
Холодовая крапивница, (холодовая аллергия , аллергия на холод) — аллергическая реакция в виде высыпаний по типу крапивницы или красных пятен в ответ на охлаждение тела или его части. Высыпания сопровождаются зудом и часто припухлостью конечности. Заболевание может быть наследственным и приобретенным.

## Классификация
Холодовая крапивница подразделяется на четыре типа:
- Первичная;
- Вторичная;
- Рефлекторная;
- Семейная[2].

## Симптомы
При контакте с холодом на коже возникают высыпания по типу пятен или крапивницы с краями полициклической формы, бледнеющие при надавливании. Одновременно возникает зуд и жжение. Сыпь держится от нескольких минут до нескольких дней. При большой площади высыпаний возможно развитие гипотензии и коллапса.
Возможно развитие астмы. При достаточно сильных реакциях — отёчность внутренних органов. Кроме прочего с окончанием тёплых сезонов может появиться постоянная, не зависящая от отёков, слабость по всему телу, нервозность.

## Патогенез
При контакте с холодом по тем или иным причинам происходит выброс гистамина тучными клетками кожи с развитием гиперемии, расширением сосудов кожи и развитием клинической картины. Механизмы, запускающие аномальный выброс гистамина, в большинстве случаев неясны.

## Диагностика
Диагноз ставится врачом-аллергологом на основании холодового теста: кусочек льда помещается на кожу конечности на 2 — 3 минуты. При положительном тесте в месте охлаждения через пару минут после удаления льда возникает типичная холодовая реакция.
Необходимо дифференцировать проявления нестабильности мембран тучных клеток (т. н. «холодовая аллергия» не является аллергической реакцией, так как её развитие не опосредовано иммуноглобулином Е и связано с дегрануляцией тучных клеток под действием физических факторов) и семейной холодовой крапивницы — одной из форм криопирин-ассоциированного периодического синдрома (CAPS) — заболевания, наследуемого по аутосомно-доминантному типу, связанного с мутацией в гене NLRP3.

## Лечение
Для лечения применяются назначение антигистаминных препаратов (Алерзин, Супрастин)[Аллегра]